# Бородачи (Волгоградская область)
Бородачи́ — село в Жирновском районе Волгоградской области, административный центр Бородачёвского сельского поселения.
Население - 395 (2010)

## История
Согласно Историко-географическому словарю Саратовской губернии, составленному в 1898-1902 годах, слобода Бородачёва, также Бородачи, относилась к Красноярской волости Камышинского уезда Саратовской губернии. Предположительно основана в 1740-х годах. Хутор населяли бывшие государственные крестьяне, малороссы, православные.
По земской переписи 1886 года земельный надел составлял 3345 десятин удобной (пашни 2673 десятины) и 179,5 неудобной земли. Также во владении сельского общества в общем пользовании с хуторами Серпокрылов, Моисеевым, Недоступовым и Чижовым находилось 195,5 десятин леса. В 1856 году освящена церковь Рождества Пресвятой Богородицы. В 1894 году открыта церковная школа грамотности
В 1870 году построена Николаевская церковь. В 1880 году открыта школа грамотности (по другим данным открыта в 1887 году)
С 1928 года - центр Бородачёвского сельсовета Красноярского района Камышинского округа (округ упразднён в 1930 году) Нижне-Волжского края. В 1935 году Бородачёвский сельсовет был упразднён, село включено в состав Чижовского сельсовета. С 1935 года в составе Неткачевского района Сталинградского края (с 1936 года - Сталинградской области). После упразднения Неткачевского района вновь передано в состав Красноярского района. В 1963 году в связи с упразднением Красноярского района передано в состав Жирновского района. Решением исполкома Волгоградского облсовета от 24 мая 1972 года № 16/529 центр Чижовского сельсовета был перенесен из села Чижи в село Бородачи. Чижовский сельсовет был переименован в Бородачевский

## Физико-географическая характеристика
Село находится в степной местности, в пределах Доно-Медведицкой гряды Приволжской возвышенности, являющейся частью Восточно-Европейской равнины, на правом берегу реки Бурлук. Рельеф местности холмисто-равнинный. Высота центра населённого пункта - около 160 метров над уровнем моря. К северу от села высота местности достигает 220 и более метров над уровнем моря. Почвы - чернозёмы солонцеватые и солончаковые..
Через село проходит автодорога, связывающая посёлок Красный Яр и село Тетеревятка. По автомобильным дорогам расстояние до областного центра города Волгограда составляет 290 км, до районного центра города Жирновск - 57 км. 
Климат
Климат умеренный континентальный (согласно классификации климатов Кёппена - влажный континентальный климат (Dfa) с тёплым летом и холодной и продолжительной зимой). Многолетняя норма осадков - 423 мм. Наибольшее количество осадков выпадает в июне - 50 мм, наименьшее в марте - 22 мм. Среднегодовая температура положительная и составляет + 6,2 °С, средняя температура самого холодного месяца января -10,2 °С, самого жаркого месяца июля +21,9 °С.
Часовой пояс
Бородачи, как и вся Волгоградская область, находится в часовой зоне МСК (московское время). Смещение применяемого времени относительно UTC составляет +3:00.

## Население
Динамика численности населения
| 1858 | 1862 | 1886 | 1891 | 1894 | 1897 | 1911 | 1987 | 2002 |
| ---- | ---- | ---- | ---- | ---- | ---- | ---- | ---- | ---- |
| 591  | 591  | 962  | 1019 | 1014 | 925  | 1359 | ≈340 | 424  |

| 2010 |
| ---- |
| 395  |

## Инфраструктура
Улицы села:
- Козловская
- Лиманская
- Молодёжная
- Пилорамная
- Центральная